# تروور ترویسان
تروور ترویسان (انگلیسی: Trevor Trevisan؛ زادهٔ ۲۱ دسامبر ۱۹۸۳) بازیکن فوتبال اهل ایتالیا است.
از باشگاه‌هایی که در آن بازی کرده‌است می‌توان به باشگاه فوتبال سالرنیتانا، باشگاه فوتبال ونتزیا، باشگاه فوتبال پادوا، باشگاه فوتبال پیزا، باشگاه فوتبال ویچنزا، و باشگاه فوتبال وارزه اشاره کرد.